# Like A Drug
Like A Drug (Como Una Droga) es una canción de género pop y dance, interpretado por la cantante australiana Kylie Minogue para su álbum de estudio, X. El sampling de "Fade to Grey" de Visage es usado en la canción.

## Comentarios
Like A Drug es una canción efectiva y muy dance, un “you got me hooked”, en un estilo sensual y sofisticado que tan bien le cae a la australiana.
PUCP